# Médaille d'honneur des halles et marchés de Paris
La médaille d'honneur des halles et marchés de Paris est une médaille française instituée en 1900 et décernée aux ouvriers ayant longuement travaillé aux halles et marchés de Paris